# زاغی اوراسیایی
زاغی اوراسیایی یا زاغی اروپایی یا زاغی معمولی (نام علمی: Pica pica) پرنده‌ای از سردهٔ زاغی‌ها و خانوادهٔ کلاغان است که محل زندگی آن بیشتر در اروپا، قسمت بزرگی از آسیا و شمال غرب آفریقا می‌باشد.
طول بدن زاغی حدود ۴۰ تا ۵۱ سانتی‌متر است که بیش از نیمی از آن دم بلند پرنده‌است. پرهای شانه، پهلوها و شکم آن سفید و بقیه پر و بالش سیاه با جلای آبی، سبز و ارغوانی است. همه‌چیزخوار است اما غذاهای گوشتی را بر گیاهی ترجیح می‌دهد.
زاغی در مناطق حاشیهٔ شهری فراوان است و تا وقتی آزار داده نشود از انسان دوری نمی‌کند. گاهی دو یا چند پرنده به اذیت و آزار جانوران دیگر مانند گربه‌ها اقدام می‌کنند که این رفتار ممکن است برای فراری دادن شکارچیان و تخم‌دزدهای بالقوه باشد.

## زادآوری

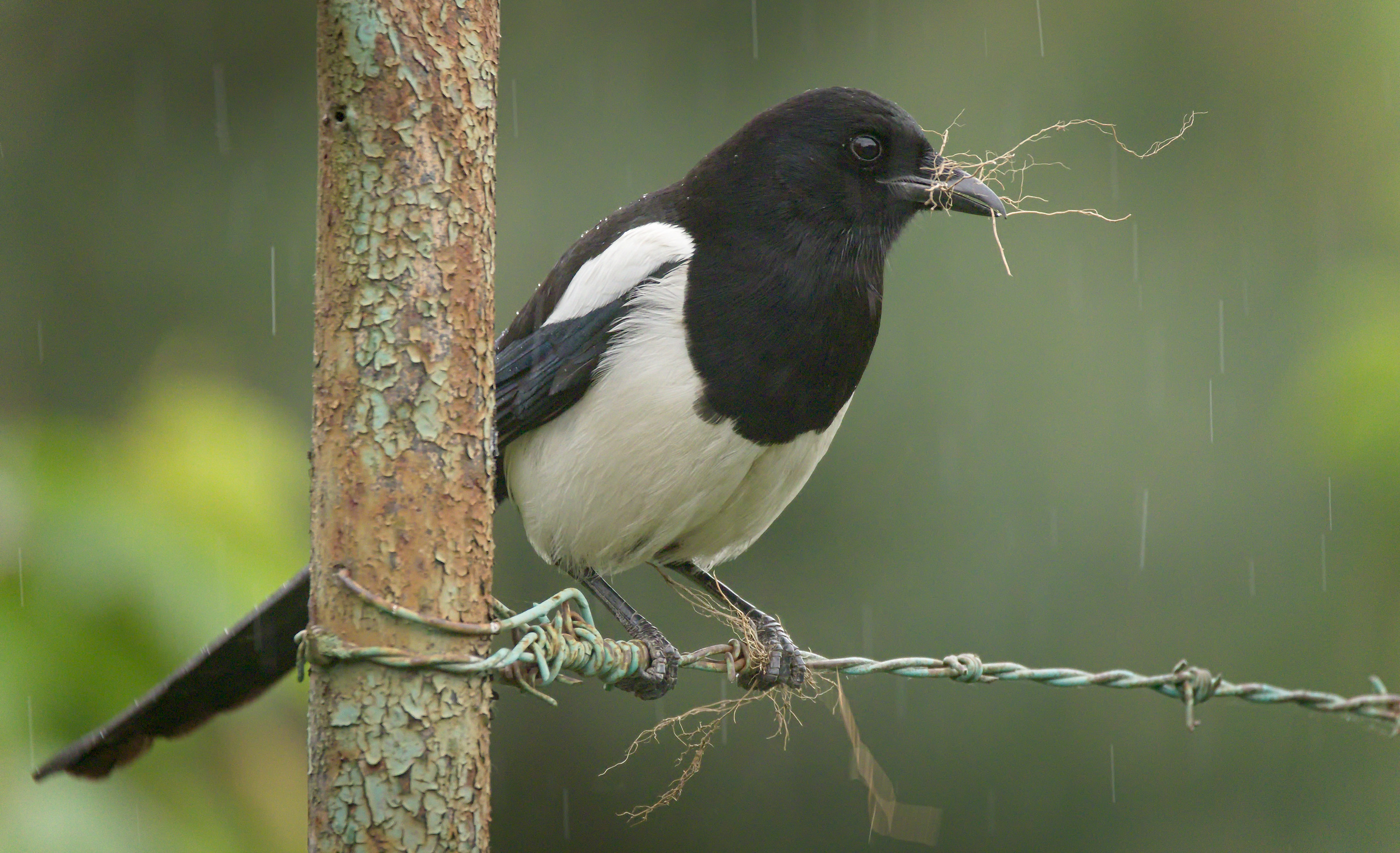
زاغی اوراسیایی (Pica pica) در روزی بارانی، حامل مواد لانه‌سازی در منقار خود، بر روی سیم خاردار ملاحظه می‌شود. این رفتار احتمالاً نشانگر تعمیر لانه است، نه ساخت اولیه‌ی آن.

زاغی (به مازنی قَشنیک) تک‌همسر است و تا پایان عمر با جفت خود زندگی می‌کند. در صورت مرگ همسر، جفتی هم‌سن خود انتخاب می‌کند. آشیانهٔ خود را معمولاً بر روی درختان بلند می‌سازد. جنس نر آن از ماده بزرگ‌تر است.
زاغی تنها پرنده و یکی از معدود جانورانی است که می‌تواند تصویر خود در آینه را تشخیص دهد.
فصل جفت‌گیری زاغی در بهار است و نمایش معاشقه آن به این شکل است که جنس نر به‌سرعت پرهای سرش را بالا و پایین می‌برد. دمش را مانند بادبزن باز و بسته می‌کند و صدایی آرام و متفاوت از صدای خود ایجاد می‌کند. با بازکردن پرهای سفید شانه‌هایش سعی می‌کند توجه پرندهٔ ماده را به سمت خود جلب نماید. پروازهای کوتاه و دنبال‌بازی نیز بخشی از معاشقه این پرنده است. بین ۵ تا ۸ تخم می‌گذارد و در فروردین روی تخم می‌خوابند.
درمواردی دیده شده زاغی اکثر تخم های خود را میخورد و تنها یک تخم را نگهداری میکند. علت این کار نبود دسترسی به منابع غذایی برای سیرکردن چینه دان تمام جوجه ها و جلوگیری از ضعیف و تلف شدن جوجه ها پس از به دنیا امدن انهاست.
زاغی ماده در حدود ۱۸ تا ۱۹ روز بر روی تخم‌ها می‌خوابد و در این مدت زاغی نر برای او غذا می‌آورد. پس از به دنیا آمدن جوجه‌ها، هر دو زاغی نر و ماده به همه آن‌ها غذا می‌دهند و در صورتی که منابع غذایی محدود و میزان غذا کم باشد جوجه بزرگ‌تر و قوی‌تر تمام غذاها را می‌گیرد و با این کار زاغی‌ها مطمئن می‌شوند که حداقل یکی از جوجه‌ها زنده می‌ماند. جوجه‌ها پس از ۲۶ تا ۳۰ روز از لانه بیرون آمده و تا بیشتر از چهار هفته بعد کماکان از پدر و مادر خود غذا دریافت می‌کنند.

## تغذیه
زاغی‌ها همه‌چیزخوار هستند و رژیم غذایی آن‌ها از میوه تا مُردار را در برمی‌گیرد. رژیم غذایی زاغی‌ها در تابستان شامل بی‌مهرگان و حشراتی چون مگس، کرم و عنکبوت است و در پاییز و زمستان به خوردن میوه، مُردار و گرفتن پرندگان و پستانداران کوچک می‌پردازند.

## زاغی اوراسیایی در ایران
زاغی اوراسیایی بومی ایران نیست و از سرزمین‌های شمالی به ایران کوچ کرده. چند سالی است که به خاطر گستردگی رژیم خوراکی خود (غلات، دانه‌ها، میوه‌ها، سبزی و صیفی و گوشت پرندگان و جانوران دیگر) و نداشتن شکارچی در طبیعت ایران، شمارشان هر روز بیشتر می‌شود و تقریباً در همه مناطق به چشم می‌خوردند.
این پرنده به خاطر خوردن جوجه پرندگان دیگر از جمله مرغ‌های خانگی، آسیب زدن به فرآورده‌های باغی و دسترنج کشاورزان و خرابکاری‌های ریز و درشت مشکلات بسیاری در ایران پدیدآورده اند. از سوی دیگر خوردن تخم و جوجه پرندگان بومی ایران مانند کبک و تیهو، این پرنده را در کنار شکارچیان دیگر به دشمنی برای جمعیت این پرندگان تبدیل کرده‌است.
مطالعه‌ای در شمال ایران بر روی زاغی‌ها نشان داده که میانگین وزن بدن زاغی‌ها ۲۱۵ گرم و میانگین طول کل بدن ۴۶٫۳ سانتی‌متر و نسبت جنسی ماده به نر در نمونه ۱٫۱ به ۱ بوده‌است. بررسی محتویات سنگدان در زمستان نشان داد که ۸۱ درصد از مواد جانوری شامل حشرات، سوسک‌ها و بندپایان و ۱۹ درصد از مواد گیاهی شامل گندم، جو، خردهٔ نان و بذر گیاهان تغذیه کرده بود. میانگین طول روده هم ۶۱۱ میلی‌متر و نسبت طول روده به طول کل بدن برابر ۱٫۳ به ۱ بود که این نسبت ارجحیت رژیم غذایی گوشت‌خواری را نشان می‌دهد. تغذیه زاغی از تخم، جوجه یا گنجشک‌سانان کوچک جثهٔ دیگر هم در برخی از منابع ذکر شده‌است.

## پیوند به بیرون

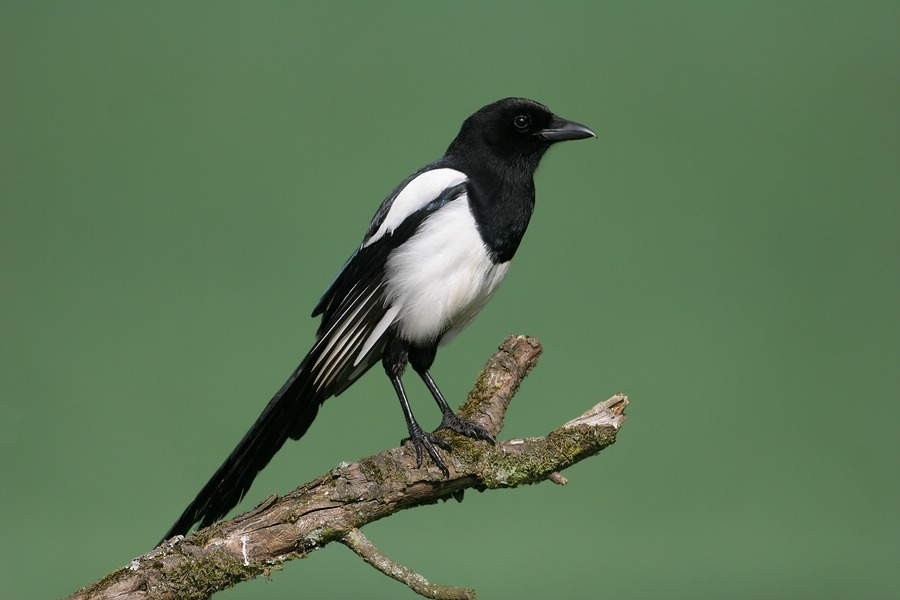
زاغی
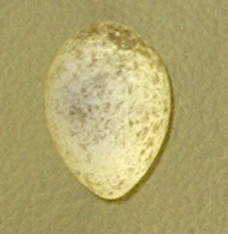
تخم پرنده
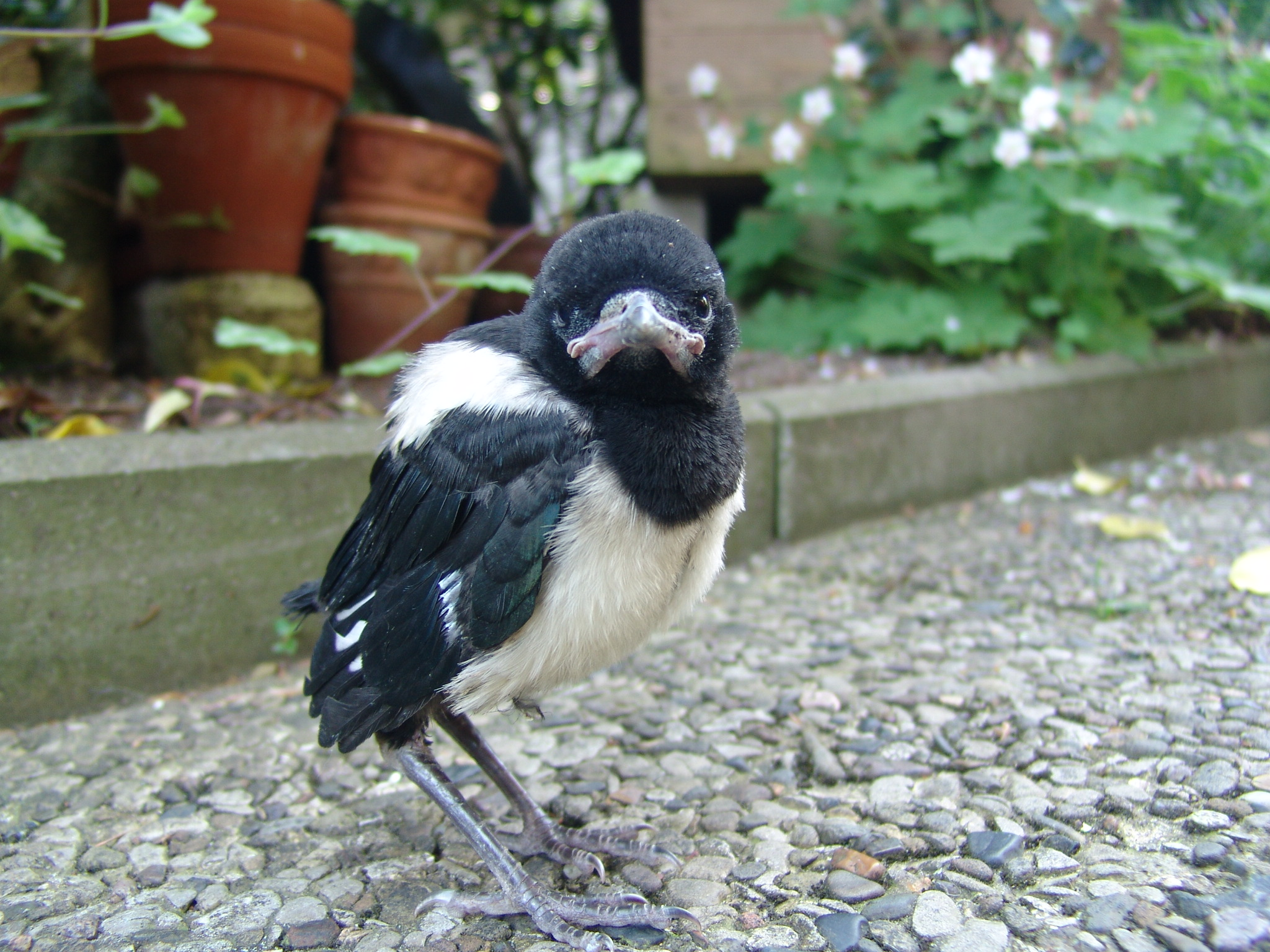
جوجه پرنده